# Les aventures de Rocky i Bullwinkle
Les aventures de Rocky i Bullwinkle (originalment en anglès, The Adventures of Rocky and Bullwinkle) és una pel·lícula de comèdia slapstick d'aventures animada estatunidenca del 2000 dirigida per Des McAnuff i produïda per Universal Pictures, basada en els dibuixos animats del mateix nom de Jay Ward. Els personatges d'animació Rocky i Bullwinkle comparteixen pantalla amb actors d'imatge real com Robert De Niro, que també va coproduir la pel·lícula; Jason Alexander i Rene Russo, juntament amb Randy Quaid, Piper Perabo, Kenan Thompson i Kel Mitchell. June Foray va repetir el seu paper de Rocky, mentre que Keith Scott va donar la veu a Bullwinkle i al narrador de la pel·lícula. També compta amb cameos d'intèrprets com James Rebhorn, Paget Brewster, Janeane Garofalo, John Goodman, David Alan Grier, Don Novello, Jon Polito, Carl Reiner, Whoopi Goldberg, Max Grodenchik, Norman Lloyd, Jonathan Winters i Billy Crystal.
Estrenada el 30 de juny de 2000, la pel·lícula va ser considerat un fracàs de taquilla, ja que va recaptar 35,1 milions de dòlars a tot el món davant el seu pressupost de 76 milions de dòlars, i va rebre crítiques generalment mixtes i negatives sobre el guió, la trama i l'humor mentre que es va endur elogis per les actuacions, els efectes visuals i la fidelitat al seu material d'origen. La cinta es va doblar al català.
L'octubre de 1998, es va anunciar que Monica Potter seria la protagonista. També es va anunciar que Robert De Niro estaria en negociacions per al paper de Fearless Leader, i Des McAnuff dirigira el guió de Kenny Lonergan. El novembre de 1998, Jason Alexander va interpretar Boris Badenov. El gener de 1999, Rene Russo va ser elegida com a Natasha Fatale. El febrer de 1999, Potter va abandonar el paper principal i va ser substituït per Piper Perabo.
Les aventures de Rocky i Bullwinkle es va projectar en 2.460 locals, va guanyar 6.814.270 dòlars el cap de setmana d'estrena i va ocupar el cinquè lloc a la taquilla estatunidenca i el tercer entre els nous llançaments de la setmana. Va tancar el 5 d'octubre de 2000 amb un total nacional de 26.005.820 dòlars i 9.129.000 dòlars en altres territoris per un total mundial de 35.134.820 dòlars.
El fracàs de la pel·lícula es va atribuir al fet que no era prou fresca per al públic jove o apel·lava a la nostàlgia dels baby boomers.